# Bruno Ballanti
Bruno Lorenzo Pasquale Ballanti (Tivoli, 15 aprile 1906 – Roma, 25 dicembre 1977) è stato un calciatore e allenatore di calcio italiano, di ruolo portiere. Cresciuto calcisticamente nel Tivoli, approda nel 1926 all'Alba Audace che, l'anno successivo, partecipa alla fusione che dà vita alla Roma; Ballanti nelle tre stagioni in giallorosso accompagna la squadra nei suoi primi passi: è lui a difendere i pali nella finale della Coppa Coni che nel 1928 assegna il primo trofeo alla squadra capitolina, così come è lui il portiere titolare nella partita che inaugura Campo Testaccio e nel primo derby con la Lazio.

## Biografia
Alfredo Ballanti, insegnante nato a Corinaldo, e Emma Ubertini, nata a Belvedere Ostrense, entrambi comuni in provincia di Ancona, si sposarono a Roma nel 1905; in seguito si trasferirono a Tivoli e dal loro matrimonio nacque, nel 1906, Bruno Lorenzo Pasquale Ballanti. Il giovane Ballanti intraprese la carriera calcistica nel ruolo di portiere e, una volta ritiratosi, quella di allenatore. Nel 1950 si sposò e successivamente, una volta abbandonata definitivamente l'esperienza calcistica, visse lavorando come tassista a Roma fino a poco prima della morte, che giunse il giorno di Natale del 1977.

## Caratteristiche tecniche
(L'Impero, 24 aprile 1927)

Ballanti in un'uscita spericolata nel 1930 contro la Juventus.

Portiere discreto e con una notevole continuità di rendimento, che fa di lui un giocatore affidabile, Bruno Ballanti viene ricordato come un portiere unico, dotato di una grande fiducia nei propri mezzi che a volte lo portava ad un eccesso di sicurezza, quasi alla presuntuosità; era dotato, in ogni caso, di una forte personalità che lo portava spesso a spingersi in uscite fuori dai pali coraggiose e spericolate durante le molte mischie che affollavano la sua area di rigore. Vengono inoltre ricordati il suo sguardo rapido e panoramico del campo, che gli consentiva l'anticipo sui tiri avversari, la presa salda e sicura del pallone e la corporatura robusta, coniugata tuttavia con una grande agilità. Tra i diffetti che la critica ha sottolineato durante le sue prestazioni, come rovescio della medaglia della sua grande sicurezza, c'è la perdita di concentrazione dopo aver subito la prima rete.

## Carriera

### Giocatore

#### Esordi: Tivoli e Alba (1922-1927)
(L'Impero, 30 novembre 1926)

Ballanti e il Tivoli prima dell'incontro del 27 gennaio 1924 contro la Lazio

Il giovane Bruno Ballanti mosse i suoi primi passi nel mondo del calcio con la squadra della sua città, il Tivoli Calcio; ne entrò a far parte nel 1922, anno in cui la squadra si piazzò al primo posto nel girone laziale di Seconda Divisione, conquistando la promozione. L'anno successivo, nella massima divisione del campionato italiano di calcio, Ballanti a soli diciassett'anni si guadagnò la maglia da titolare, collezionando nove presenze; il Tivoli sulla carta si salvò, anche con sorprendenti vittorie come quella contro la Lazio, ma a fine stagione fu costretto a rinunciare e retrocesse; nella stagione 1924-1925 la squadra riportò risultati deludenti, posizionandosi in fondo alla classifica del girone, ma l'anno successivo vinse per la seconda volta nella sua storia la Seconda Divisione laziale, dovendo tuttavia rinunciare alla promozione per scarse risorse economiche.
Nel 1926 Ballanti passò all'Alba Audace, in questi anni una delle società più importanti dell'ambiente romano, che l'anno precedente, nel campionato di Prima Divisione, era giunta a contendersi lo scudetto nella finale con la Juventus, poi persa. Nella compagine biancoverde Ballante non trovò subito spazio: inizialmente gli venne preferito il più anziano e più esperto Italo Ricci, che già da più anni difendeva la porta albina; tuttavia Ricci non si dimostrò un portiere affidabile, con alcune prestazioni nella parte iniziale del campionato da far «agghiacciare la folla»; di conseguenza il ruolo di titolare venne affidato a Rossetti, soluzione che sembrò peggiore della precedente e per questo aspramente criticata:
(L'Impero, 16 novembre 1926)

Ballanti (primo da sinistra) con l'Alba prima della partita contro il Casale del 19 dicembre 1926

A causa del basso rendimento Rossetti venne a sua volta sostituito dal giovane Ballanti, che attraverso buone prestazioni si conquistò il posto da titolare che conservò fino alla fine del torneo, saltando solamente una partita a causa di uno strappo muscolare. Nel torneo di Divisione Nazionale i risultati dell'Alba furono deludenti: la società capitolina si classificò penultima nel girone, venenendo tecnicamente retrocessa; pessimo risultati raccolse anche nella Coppa CONI, posizionandosi al penultimo posto del girone, e in Coppa Italia, venendo eliminata nella prima partita contro il Vigevanesi. Ma il 7 giugno 1927, grazie all'accordo raggiunto tra i biancoverdi, il Roman e la Fortitudo, si operò una fusione tra le tre compagini che diede vita alla Roma; il primo importante passo della neonata società fu la selezione dei giocatori che avrebbero formato la prima rosa dei giallorossi: Ballanti fu tra i calciatori dell'Alba scelti dai dirigenti della Roma, insieme ai suoi compagni Bianchi, Corbjons, Chini Ludueña, Degni, Fasanelli, Mattei, Rovida e Ziroli.

#### La Roma e la vittoria della Coppa Coni (1927-1930)
La prima prova sul campo per i giallorossi fu un doppio incontro con gli ungheresi dell'U.T.E. il 16 e il 17 luglio, in vista del quale l'organico della Roma venne diviso in due squadre: Ballanti fu incaricato di difendere i pali della Roma B, che ottenne un insperato pareggio contro la formazione magiara; il portiere scelto per la prima squadra fu invece Giuseppe Rapetti, atleta alessandrino proveniente dalla Fortitudo, che verrà impiegato come titolare per gran parte del campionato, lasciando poco spazio a Ballanti. La prima occasione di essere schierato da Garbutt per il tiburtino capitò il 9 ottobre: in seguito all'infortunio di Rapetti nella partita contro La Dominante, Ballanti fece il suo esordio in campionato con la maglia giallorossa contro l'Hellas Verona, subendo un gol su calcio di rigore. Ballanti in questo periodo giocò alcune partite, ma con il rientro di Rapetti si dovette tornare ad accomodarsi in panchina; trovò nuovamente spazio nella parte finale del campionato, disputando le ultime due partite e offrendo buone prestazioni.

Ballanti blocca il tiro di Innocenti in Napoli-Roma del 24 giugno 1928, partita disputata per la Coppa CONI

La Roma si classificò ottava, esclusa dal girone finale della Divisione Nazionale e invitata insieme alle altre escluse a contendersi la Coppa CONI; anche alla luce delle prestazioni offerte nelle ultime giornate di campionato, in questa competizione Ballanti fu utilizzato come portiere titolare, raccogliendo quattordici presenze e non scendendo in campo solamente nella partita contro la Pro Patria, in cui la Roma, già matematicamente prima, schierò alcune riserve; titolare nella finalissima del 29 luglio contro il Modena, fu nella formazione che conquistò il primo trofeo nella storia del club giallorosso.
Nell'estate del 1928 ci furono alcuni cambiamenti nell'ambiente giallorosso, a partire dal passaggio della presidenza da Italo Foschi a Renato Sacerdoti; acquisti importanti furono operati nella sessione di mercato, come quelli di Fulvio Bernardini e Rodolfo Volk. Nel campionato di Divisione Nazionale Ballanti disputò tutte le trenta partite, confermando il suo ruolo di titolare inamovibile tra i pali giallorossi; la Roma disputò un campionato discreto, posizionandosi terza alle spalle di Torino e Milan, non riuscendo né ad accedere alle finali nazionali né, per pochi punti, a conquistare l'ammissione agli spareggi per la qualificazione alla Coppa dell'Europa Centrale.

Ballanti si avventa sul pallone in La Dominante-Roma del 25 novembre 1928

L'anno successivo fu quello del primo campionato disputato con la formula del girone unico; sulla panchina giallorossa Garbutt, passato al Napoli, venne sostituito da Guido Baccani, che verrà in seguito esonerato, lasciando il posto all'inglese Herbert Burgess. Una grande novità fu il nuovo impianto di Campo Testaccio, inaugurato il 3 novembre nella partita contro il Brescia in cui Ballanti si dimostrò uno dei migliori in campo, largamente ripagato dagli applausi del suo pubblico. La settimana seguente a Napoli si disputò per la prima volta in Serie A il derby del Sole, in cui il portiere giallorosso fu protagonista di un discusso episodio: nel corso del primo tempo l'azzurro Fenili, dopo aver superato Carpi, esplose un tiro violentissimo che lasciò Ballanti immobile e entrò in porta; tuttavia la palla uscì dalla rete e l'arbitro Dani, che non vide l'accaduto, tra le forti proteste dei partenopei e le energiche smentite di Ballanti e Barzan, non convalidò il gol e assegnò la rimessa dal fondo.
Altra tappa fondamentale dell'ultima stagione in giallorosso di Ballanti fu il primo derby di Roma della storia, disputato l'8 dicembre 1929, partita che si configurò subito come un evento attesissimo; alla vigilia dell'incontro Il Messaggero raccolse le impressioni del tiburtino:
(Bruno Ballanti su Il Messaggero, 7 dicembre 1929)

8 dicembre 1929: Ballanti devia in corner un tiro della Lazio nel primo derby di Roma

La storica partita venne vinta dalla Roma con il risultato di 1-0, grazie a un gol di Volk, con Ballanti che mantenne la sua porta inviolata. Tutt'altro avvenne invece nell'incontro del 19 gennaio 1930 contro la Pro Patria: i biancoblù, che giocavano in casa, travolsero la squadra capitolina vincendo 6-1; grazie a questa partita l'attaccante della Pro Patria Italo Rossi divenne il primo giocatore a segnare cinque reti in una partita di Serie A e, di conseguenza, Ballanti il primo portiere a subire cinque gol dallo stesso calciatore. La stagione della Roma proseguì con risultati altalenanti che, alla fine, non la portarono oltre il sesto posto in classifica; Ballanti, rimasto l'unico portiere della prima squadra dopo il trasferimento di Rapetti all'Alessandria nell'estate del 1929, difese la porta romanista per trentaquattro partite. Al termine della stagione il portiere tiburtino lasciò la Roma, dopo aver collezionato nella sua esperienza in giallorosso sessantanove presenze nella massima divisione italiana, di cui sessantasei consecutive, a conferma della sua incredibile continuità di rendimento.

#### Fiorentina: la promozione e la Serie A (1930-1934)

Ballanti rimane a terra dopo uno scontro in un Lazio-Fiorentina del 1933

Dalla Capitale si trasferì a Firenze, acquistato insieme a Giovanni Corbjons dalla Fiorentina, militante nel campionato di Serie B; nella formazione viola, allenata dall'austroungarico Gyula Feldmann, ritrovò anche Giuseppe Galluzzi, suo compagno ai tempi dell'Alba Audace. Ballanti, tranne nella prima partita di campionato, in cui scese in campo Mario Sernagiotto, difese sempre la porta della Fiorentina, fornendo ottime prestazioni e subendo pochissimi gol, ventisette in trentatré apparizioni. La Fiorentina riuscì a conquistare il primo posto in campionato e la promozione che le permetterà per la prima volta di competere nella Serie A a girone unico.
Per il suo esordio in Serie A la società viola si rivoluzionò; la prima grande novità fu la costruzione dello Stadio Giovanni Berta, voluto dal presidente Luigi Ridolfi Vay da Verrazzano e inaugurato il 13 settembre 1931 con la partita tra Fiorentina e Admira Vienna; inoltre, per colmare il dislivello tecnico con le squadre della massima serie, vennero messi a segno alcuni importanti colpi di mercato, tra cui l'uruguaiano campione del mondo Pedro Petrone, e venne preso l'allenatore austriaco Hermann Felsner.

Rara foto che ritrae Ballanti (terzo da sinistra) con la maglia della Sampierdarenese nel 1934

L'estate del 1934 fu molto movimentata per il portiere tiburtino: dopo che la Fiorentina lo ebbe messo sul mercato, si susseguirono per mesi le indiscrezioni sulla sua prossima meta; inizialmente si parlò di un passaggio al Milan, poi dell'ipotesi, più probabile, del suo acquisto da parte della Sampierdarenese; con i liguri le trattative sembravano quasi concluse, al punto che fu Ballanti a difendere i pali dei rossoneri nell'amichevole del 16 luglio contro la Doria, partita che vedeva la Sampierdarenese mettere in campo tutti i nuovi acquisti che si trovavano per la prima volta in campo insieme; tuttavia dopo meno di una settimana la trattativa tra giocatore e società venne definitivamente troncata, probabilmente a causa della negoziazione che portò i liguri all'acquisto di Bruno Venturini, prelevato dalla Lucchese. Sfumata l'occasione di giocare per la Sampierdarenese, neopromossa in Serie A, Ballanti cercò un altro ingaggio nella massima serie e il 3 agosto i giornali annunciarono l'esito positivo della trattativa tra il portiere tiburtino e il Napoli; nella squadra partenopea Ballanti avrebbe ricoperto il ruolo di riserva di Giuseppe Cavanna, ma anche questa trattativa sfumò e pochi giorni dopo venne annunciato il suo passaggio al Pisa, militante in Serie B, per ricoprire il ruolo di titolare nella prima squadra.

#### Nella serie cadetta con il Pisa (1934-1937)
(Il Littoriale, 21 agosto 1934)

Ballanti (secondo da sinistra) nel Pisa nella stagione 1935-1936

Ballanti approdò al Pisa neopromosso in Serie B, che per affrontare l'impegno della serie cadetta aveva compiuto un imponente mercato estivo, comprando molti giovani, insieme a giocatori più esperti come Angelo Pasolini, prelevato dalla Roma, e lo stesso Ballanti; la squadra, che venne affidata alla guida dell'allenatore ungherese György Orth, si mostrò fin dall'inizio come una delle pretendenti alla vittoria finale, portando avanti una lunga contesa del primato con i liguri del Genoa; il 20 gennaio 1935, allo Stadio Luigi Ferraris, si disputò il primo confronto tra le due compagini, vinto 2-0 dal Genova nonostante la buona prestazione di Ballanti che non ebbe responsabilità sulle due reti avversarie; il Pisa continuò ad ottenere ottimi risultati, tuttavia ebbe un crollo nella parte finale della stagione, terminando il campionato al terzo posto, alle spalle dei liguri e del Novara. Il portiere tiburtino concluse la sua prima annata in nerazzurro collezionando ventitré presenze, alternando buone prestazioni ad altre meno convincenti.

Vittorio Sentimenti cerca di disturbare Ballanti, che esce in presa, in Modena-Pisa del 18 aprile 1937

L'anno successivo sulla panchina del Pisa ad Orth si sostituì un altro ungherese, József Ging, che come l'allenatore precedente ripose la sua fiducia in Ballanti, che diventò il titolare inamovibile tra i pali nerazzurri. La squadra ebbe un pessimo avvio di stagione, con quattro sconfitte nelle prime quattro giornate; in seguito all'incontro della decima giornata contro il Taranto, perso 4-0, in cui il nervosismo portò i nerazzurri a giocare in modo duro e scorretto, Ballanti venne squalificato per una giornata, squalifica che, in linea con il regolamento del tempo, scontò non disputando l'incontro di Coppa Italia contro L'Aquila. Nonostante un pessimo avvio nel corso del campionato il Pisa riuscì a risollevarsi e ad agguantare il quinto posto; in Coppa Italia invece non riuscirono ad andare oltre i sedicesimi di finale, eliminati dai vecchi rivali del Genova 1893 in una partita che vide Ballanti a difesa della porta nerazzurra, terminata 3-2 per i liguri.
Nel terzo e ultimo anno con la società toscana, vissuta sempre da titolare indiscusso, Ballanti disputò un campionato superbo, dimostrando nonostante i suoi trent'anni di trovarsi in una condizione atletica di una freschezza sorprendende;  nonostante ciò i nerazzurri non andarono nuovamente oltre il quinto posto. Al termine della stagione, nonostante Ging spingesse per la sua permanenza nel club toscano, decise di tornare a Roma, convinto dalle preghiere della madre che desiderava il suo rientro.

#### Il ritorno nella Capitale (1937-1946)
Rientrato nella Capitale venne ingaggiato dalla Tevercalcio, giovane società nata solamente due anni prima, militante nella Prima Divisione laziale; dopo alcune prestazioni nel girone di andata, la sua stagione terminò anticipatamente dopo la prima giornata del girone di ritorno: nella partita del 27 febbraio contro la seconda squadra della Lazio, mentre cresceva il nervosismo tra i giocatori della Tevercalcio per lo svantaggio, scoppiò un litigio tra due giocatori biancoviola, Mazzone e Benigni, che vennero allontanati dal campo dai propri dirigenti; il Consiglio Direttivo della società, convocato il giorno seguente in una seduta straordinaria, decretò la squalifica fino al termine del campionato per Mazzone, Benigni e Ballanti; la motivazione della squalifica del portiere tiburtino, che aveva regolarmente terminato la partita, non si evince dalle cronache; la delibera del Consiglio venne inoltrata al Direttorio della XI zona che ratificò la squalifica per i tre giocatori fino al 31 luglio 1938.

### Allenatore

Ballanti (secondo da sinistra) allenatore dell'Aquila 1902 nella stagione 1952-1953

Nel 1951 approdò sulla panchina dell'Aquila 1902, una società toscana con sede nella città di Montevarchi, in provincia di Arezzo; prima di questa esperienza le strade dell'Aquila e i Ballanti si erano già incontrate più volte negli anni della militanza nella Fiorentina, anni in cui i rossoblù erano soliti confrontarsi con i viola in partite amichevoli; in una di queste partite, quella del 24 febbraio 1932, Ballanti aveva difeso nel primo tempo la porta della sua squadra per poi passare nel secondo tempo nella formazione montevarchina.
La società, nell'anno del cinquantenario della sua fondazione, mise a disposizione di Ballanti un organico competitivo, di alta qualità e con grande esperienza; i rossoblù disputarono un campionato eccezionale che gli valse la conquista del primo posto in classifica e l'accesso alla Promozione dell'anno successivo; durante il campionato la squadra di Ballanti procedette sempre indisturbata, con lo Stadio Brilli Peri che divenne un campo inespugnabile per gli avversari: nell'arco di tutta la competizione il portiere rossoblù, Ugolini, subì solamente due gol tra le mura amiche. Al termine del girone l'Aquila fu chiamata a disputare un torneo finale con le altre vincitrici per l'assegnazione del titolo toscano: anche in questo caso la compagine montevarchina si dimostrò superiore alle altre concorrenti conquistando il primo posto e il titolo onorifico di campione regionale della Toscana.
La nuova stagione vide una serie di innesti per rendere l'organico competitivo nella nuova categoria; la squadra affidata a Ballanti mostrò delle difficoltà nelle prime partite del torneo, con una generale disarmonia nel gioco ed alcuni problemi specialmente nella prima linea; nonostante i risultati non ottimi la compagine rossoblù non demorse e infilò una serie di risultati positivi che la portarono a candidarsi come unica antagonista del Sansepolcro per la vittoria finale; l'Aquila procedette con un buon passo che la portò alla minima distanza di tre punti dalla capolista, ma il Sansepolcro, dopo aver dimostrato qualche segno di cedimento, riprese la sua marcia conquistando la promozione. La squadra guidata di Ballanti terminò la sua corsa al secondo posto, ad otto punti di distanza dai biturgensi.
Alla fine della stagione Ballanti lasciò la panchina dell'Aquila e al suo posto subentrò Mario Zidarich, ex stella e bandiera del Livorno. Dopo qualche problema iniziale i rossoblù di Zidarich sembrarono aver trovato un equilibrio e un buon ritmo che li portò verso la vetta della classifica, ma un brusco e improvviso calo nel girone di ritorno portò all'allontanamento di Zidarich e al ritorno di Ballanti. L'allenatore tiburtino non riuscirà ad agganciare la capolista Sestese e nel finale di stagione si fece superare dal Poggibonsi, chiudendo la stagione al terzo posto.

Formazione del Tivoli degli anni Cinquanta con Ballanti (primo da sinistra) nelle vesti di allenatore

Nella seguente stagione Ballanti continuò a guidare la squadra montevarchina; superata una fase iniziale non facilissima, la sua squadra prese vigore e solidità, soprattutto grazie al duttile reparto del centrocampo. Risultò evidente da subito come la sfida per il primato fosse tra l'Aquila e il Poggibonsi: le due squadre avviarono un testa a testa che durò per l'intera stagione, rivelando l'esito solamente all'ultima giornata; entrambi gli scontri diretti con i giallo-rossi terminarono in assoluta parità, 3-3 in casa, 1-1 in trasferta, penalizzati dalla perdita per uno scontro di gioco del portiere, che venne sostituito dal centrocampista Giannini. Si giunse quindi all'ultima giornata con il Poggibonsi in vantaggio di un solo punto sui rossoblù: il Poggibonsi vinse senza problemi, mentre l'Aquila venne sconfitta, costretta a giocare a lungo in dieci per l'infortunio del capitano Ensoli. Il Poggibonsi ottenne la promozione, sancendo il fallimento del progetto della squadra di Ballanti, che per il terzo anno consecutivo concluse il campionato nelle posizioni di vertice ma senza riuscire ad agguantare la vittoria: a fine stagione il tecnico tiburtino terminò la sua esperienza in rossoblù.
Allenò il Tivoli nel 1956-1957, in IV Serie.

## Statistiche

### Presenze e reti nei club
| Stagione          | Squadra           | Campionato        | Campionato | Campionato | Coppe nazionali | Coppe nazionali | Coppe nazionali | Totale | Totale |
| Stagione          | Squadra           | Comp              | Pres       | Reti       | Comp            | Pres            | Reti            | Pres   | Reti   |
| ----------------- | ----------------- | ----------------- | ---------- | ---------- | --------------- | --------------- | --------------- | ------ | ------ |
| 1922-1923         | Tivoli            | 2D                | ?          | -?         | -               | -               | -               | ?      | -?     |
| 1923-1924         | Tivoli            | 1D                | 9          | -18        | -               | -               | -               | 9      | -18    |
| 1924-1925         | Tivoli            | 2D                | ?          | -?         | -               | -               | -               | ?      | -?     |
| 1925-1926         | Tivoli            | 2D                | ?          | -?         | -               | -               | -               | ?      | -?     |
| 1926-1927         | Alba Audace       | DN                | 11         | -21        | CI + CC         | 1 + 8           | -4 + -20        | 20     | -45    |
| 1927-1928         | Roma              | DN                | 5          | -8         | CC              | 14              | -15             | 19     | -23    |
| 1928-1929         | Roma              | DN                | 30         | -34        | -               | -               | -               | 30     | -34    |
| 1929-1930         | Roma              | A                 | 34         | -52        | -               | -               | -               | 34     | -52    |
| Totale Roma       | Totale Roma       | Totale Roma       | 69         | -94        |                 | 14              | -15             | 83     | -109   |
| 1930-1931         | Fiorentina        | B                 | 33         | -27        | -               | -               | -               | 33     | -27    |
| 1931-1932         | Fiorentina        | A                 | 33         | -35        | -               | -               | -               | 33     | -35    |
| 1932-1933         | Fiorentina        | A                 | 34         | -38        | -               | -               | -               | 34     | -38    |
| 1933-1934         | Fiorentina        | A                 | 24         | -40        | -               | -               | -               | 24     | -40    |
| Totale Fiorentina | Totale Fiorentina | Totale Fiorentina | 124        | -140       |                 | -               | -               | 124    | -140   |
| 1934-1935         | Pisa              | B                 | 23         | ?          | -               | -               | -               | 23     | -?     |
| 1935-1936         | Pisa              | B                 | 32         | -43        | CI              | 1               | -3              | 33     | -46    |
| 1936-1937         | Pisa              | B                 | 26         | -31        | CI              | 2               | -4              | 28     | -35    |
| Totale Pisa       | Totale Pisa       | Totale Pisa       | 81         | -74+       |                 | 3               | -7              | 84     | -81+   |
| 1937-1938         | Tevercalcio       | 1D                | ?          | ?          | -               | -               | -               | ?      | ?      |
| 1938-1939         | Alba Roma         | 1D                | ?          | ?          | -               | -               | -               | ?      | ?      |
| 1945-1946         | Tivoli            | C                 | 15         | -?         | -               | -               | -               | 15     | -?     |
| Totale Tivoli     | Totale Tivoli     | Totale Tivoli     | ?          | -?         |                 | -               | -               | ?      | -?     |
| Totale carriera   | Totale carriera   | Totale carriera   | ?          | -?         |                 | ?               | -?              | ?      | -?     |

### Statistiche da allenatore
| Stagione           | Squadra            | Campionato         | Campionato | Campionato | Campionato | Campionato | Coppe nazionali | Coppe nazionali | Coppe nazionali | Coppe nazionali | Coppe nazionali | Totale | Totale | Totale | Totale | % Vittorie |
| Stagione           | Squadra            | Comp               | G          | V          | N          | P          | Comp            | G               | V               | N               | P               | G      | V      | N      | P      | %          |
| ------------------ | ------------------ | ------------------ | ---------- | ---------- | ---------- | ---------- | --------------- | --------------- | --------------- | --------------- | --------------- | ------ | ------ | ------ | ------ | ---------- |
| 1951-1952          | Aquila 1902        | 1D                 | 30 + 6     | 20 + 4     | 7 + 2      | 3 + 0      | -               | -               | -               | -               | -               | 36     | 24     | 9      | 3      | 66,66      |
| 1952-1953          | Aquila 1902        | P                  | 30         | 19         | 4          | 7          | -               | -               | -               | -               | -               | 30     | 19     | 4      | 7      | 63,33      |
| 1953-1954          | Aquila 1902        | P                  | ?          | ?          | ?          | ?          | -               | -               | -               | -               | -               | ?      | ?      | ?      | ?      | ?          |
| 1954-1955          | Aquila 1902        | P                  | 30         | 21         | 6          | 3          | -               | -               | -               | -               | -               | 30     | 21     | 6      | 3      | 70,00      |
| Totale Aquila 1902 | Totale Aquila 1902 | Totale Aquila 1902 | ?          | ?          | ?          | ?          |                 | -               | -               | -               | -               | ?      | ?      | ?      | ?      | ?          |
| 1956-1957          | Tivoli             | IV                 | ?          | ?          | ?          | ?          | -               | -               | -               | -               | -               | ?      | ?      | ?      | ?      | ?          |
| Totale carriera    | Totale carriera    | Totale carriera    | ?          | ?          | ?          | ?          |                 | -               | -               | -               | -               | ?      | ?      | ?      | ?      | ?          |

## Palmarès

### Giocatore
- Seconda Divisione: 2

Tivoli: 1922-1923, 1925-1926
- Coppa CONI: 1

Roma: 1928
- Campionato italiano di Serie B: 1

Fiorentina: 1930-1931

### Allenatore
- Prima Divisione: 1

Aquila 1902: 1951-1952